# Hôtel de Champagney
L'hôtel de Champagney est un hôtel particulier situé à Besançon dans le département du Doubs.
Les façades et les toitures de l'hôtel et du pavillon font l’objet d’une inscription au titre des monuments historiques depuis le 18 octobre 1966.

## Localisation
L'édifice est situé au 37 rue Battant dans le quartier du Battant à Besançon.

## Histoire
L'hôtel est construit pour Jacques Bonvalot, Seigneur de Champagney, au XVIe siècle (1565) sur l'emplacement d'une ancienne maison datant du Moyen Âge, dont le mur donnant sur la rue en reste le témoin.

## Architecture
La façade sur rue arbore un style Renaissance : fenêtres à meneaux, accolades sur les fenêtres, statues de gargouilles sur l'attique.